# Сулкув (Влощовський повіт)
Сулкув (пол. Sułków) — село в Польщі, у гміні Красоцин Влощовського повіту Свентокшиського воєводства.
Населення — 358 осіб (2011).
У 1975-1998 роках село належало до Келецького воєводства.

## Демографія
Демографічна структура на день 31 березня 2011 року:
|          | Загалом | Допрацездатний вік | Працездатний вік | Постпрацездатний вік |
| -------- | ------- | ------------------ | ---------------- | -------------------- |
| Чоловіки | 186     | 54                 | 113              | 19                   |
| Жінки    | 172     | 24                 | 104              | 44                   |
| Разом    | 358     | 78                 | 217              | 63                   |